# Berberis moranensis
Berberis moranensis o palo amarillo, palo muerto  es una especie de planta con flor en la familia Berberidaceae. 

## Descripción
Arbolito bajo o arbusto que alcanza un tamaño de 1 a 3 m de altura o un poco más. Las hojas están divididas en 7 a 13 hojuelas que parecen moños, con sus bordes aserrados y con espinas, de color verde brillante en el anverso. Las flores son amarillas y están en racimos colgantes. Los frutos son alargados y carnosos, de color morado y cubiertos de una capa delgada de cera.

## Distribución y hábitat
Es originaria de México, donde habita en climas semisecos y templados entre los 2550 y los 3900 metros, asociada a bosques de encino, de pino y mixto de pino-encino.

## Propiedades
Esta especie se emplea en el estado de Hidalgo para padecimientos de los ojos. Cuando hay irritación, se aconseja lavarlos con la cocción de las ramas, que se ha dejado serenar por una noche. Para la vista, se raspa la cáscara de los tallos y se coloca en un vaso con agua, se deja serenar una noche y a la mañana siguiente se lavan, después se hace cada tercer día.
Asimismo, se le utiliza contra las reumas. En el Estado de México, se prepara una infusión con el tallo y las hojas, en alcohol, para luego dar frotaciones, o bien, con toda la rama se elabora un té, que además de tomarse se unta en la zona doliente. Cuando hay frialdad se utiliza toda la planta hervida en agua para dar baños. En algunos casos se usan las hojas y tallos en el baño de vapor caliente, como reconfortante.

## Taxonomía
Berberis moranensis fue descrita por Hebenstr. & Ludw. ex Schult. & Schult.f. y publicado en Systema Vegetabilium 7: 17. 1829.
Etimología
Berberis: nombre genérico latinizado del nombre árabe para el fruto.
Sinonimia
- Mahonia fascicularis DC.
- Mahonia moranensis (Schult. & Schult. f.) I.M. Johnstone
- Mahonia pinnata Kunth
- Odostemon fascicularis (DC.) Abrams[4]